# ASNARO-2
ASNARO-2 acronyme d'(Advanced Satellite with New system ARchitecture for Observation) est un satellite d'observation de la Terre équipé d'un radar à synthèse d'ouverture japonais développé par NEC et l'USEF et placé en orbite le 17 janvier 2018. Ce satellite  commercial fait suite au développement du satellite optique ASNARO dont il reprend la plateforme. Il est comme celui-ci financé par le Ministère de l'Économie, du Commerce et de l'Industrie (METI)  a été développé en mettant en œuvre des technologies innovantes qui doivent permettre d'obtenir des performances élevées (résolution de 1 mètre) et agilité importante malgré une taille nettement réduite (500 kg). 

## Contexte
Advanced Satellite with New system ARchitecture for Observation (ou ASNARO) est un projet destiné à développer des systèmes satellitaires de petite taille (moins de 500 kg) à la fois performants et compétitifs sur le marché international. Le projet a été lancé en 2008 dans le cadre d'un contrat de l'Organisation pour le Développement des Énergies Nouvelles et des Technologies Industrielles (NEDO). Il est passé en phase de développement en 2010 dans le cadre d'un contrat passé auprès du constructeur de satellites NEC par le Ministère de l'Économie, du Commerce et de l'Industrie japonais (METI).  

## Caractéristiques techniques
ASNARO-2 est un mini-satellite d'observation de la Terre de 570 kg stabilisé 3 axes. Il utilise une plate-forme de 350 kg (dont 45 kg d'ergols) de type NEXTAR-300L similaire à celle mise en œuvre par le satellite ASNARO. Cette plateforme est conçue par son constructeur NEC pour des satellites de 100 à 500 kg avec des caractéristiques modulaires et en utilisant des interfaces standard qui permettent d'abaisser les couts. Les panneaux solaires déployés en orbite fournissent en fin de vie (3 ans) 1 300 watts dont 1 200 watts sont alloués à la charge utile. le satellite dispose d'une antenne parabolique orientable avec deux degrés de liberté permettant un débit supérieur à 800  mégabits/s.

### Charge utile
La charge utile d'ASNARO-2 est un  radar à synthèse d'ouverture d'une masse totale de 220 kg baptisé XSAR (X-band Synthetic Aperture Radar) et développé par Mitsubishi. Il fonctionne en bande X avec les performances suivantes :
- Mode spot : résolution spatiale < 1 mètre et fauchée de 10 km
- Mode stripmap : résolution spatiale < 2 mètres et fauchée de 12 km
- Mode scanSAR : résolution spatiale < 16 mètres et fauchée de 50 km

Les prises de vue peuvent se faire sur des bandes de terrain situées latérales (de 15 à 45° par rapport au nadir). Deux modes de polarisation sont disponibles (HH ou VV).

### Déroulement de la mission
ASNARO-2 est lancé le 17 janvier 2018 par une fusée Epsilon tirée depuis la base de lancement d'Uchinoura dans le sud du Japon. Le satellite est   placé sur une orbite héliosynchrone à une altitude 504 km avec une inclinaison orbitale de 97,4° similaire à celle d'ASNARO. L'objectif est de construire une constellation : son heure de passage (6 heures) différente de celle d'ASNARO  permet d'effectuer des observations dans des conditions différentes. 

### Source
- (en) « ASNARO-2 », sur EO Portal, Agence spatiale européenne (consulté le 12 janvier 2018)